# Alia Zuberi
Alia Zuberi, còn được gọi là Kumari Alia (Ms. Alia) là một chính khách người Ấn Độ và là cựu Nghị sĩ đến từ Uttar Pradesh. Bà đã từng là người đại diện trong phái đoàn thiện chí Haj của Chính phủ Ấn Độ tại Ả Rập Xê Út vào năm 2005 và 2007. Bà đã nhiều lần được bầu làm thành viên của Ủy ban Quốc hội Toàn Ấn Độ.